# We Do What We Want
We Do What We Want è il quinto album in studio del gruppo post-hardcore statunitense Emery, pubblicato nel 2011.

## Tracce
1. The Cheval Glass – 3:16
2. Scissors – 3:14
3. The Anchors – 3:48
4. The Curse of Perfect Days – 4:27
5. You Wanted It – 4:16
6. I'm Not Here for Rage I'm Here for Revenge – 3:53
7. Daddy's Little Peach – 4:02
8. Addicted to Bad Decisions – 4:17
9. I Never Got to See the West Coast – 4:40
10. Fix Me – 3:56

## Formazione
- Toby Morell – voce, basso
- Matt Carter – chitarra, cori
- Josh Head – tastiera, voce, elettronica
- Dave Powell – batteria, percussioni